# انتخابات سراسری سنگاپور (۲۰۲۰)
انتخابات سراسری سنگاپور (انگلیسی: 2020 Singaporean general election) در روز جمعه ۱۰ ژوئیه ۲۰۲۰ برگزار شد. این چهاردهمین دوره انتخابات پارلمانی سنگاپور است که از زمان استقلال این کشور در ۱۹۶۵ به شیوه رای‌گیری نخست نفری برگزار می‌شود و تمامی شهروندانی که ۲۱ سال سن یا بالاتر دارند در این رأی‌دهی اجباری شرکت می‌کنند. این انتخابات هجدهمین انتخابات سراسری سنگاپور و سیزدهمین دوره از زمان استقلال این کشور به‌شمار می‌رود. مهمترین حزب اپوزیسیون دولت فعلی سنگاپور حزب توسعه سنگاپور است که سال گذشته فعالیت خود را آغاز کرد. لی هسین لونگ نخست‌وزیر سنگاپور از حزب اقدام مردم(PAP)، حزب حاکم، نیز پیشتر به رغم همه‌گیری کرونا ویروس، خواستار برگزاری انتخابات پارلمانی زودهنگام شد.

## احزاب سیاسی
حزب حاکم (حزب اقدام مردمی) که از سال ۱۹۵۹ در قدرت است و هم‌اکنون توسط نخست‌وزیر، لی هسین لونگ رهبری می‌شود. حزب پیشرو اپوزیسیون، حزب کارگر سنگاپور به ریاست پریتام سینگ (سیاستمدار سنگاپور)، با کسب شش کرسی منتخب و سه عضو غیر منتخب مجلس
را به دست آورد. در مجموع ده حزب اپوزیسیون، حزب حاکم را در این انتخابات به چالش کشیدند.
| حزب         | مخفف | رهبر                  | سال تأسیس | کرسی‌ها قبل از انتخابات۲۰۲۰ | حضور پارلمان |
| الگو:SG/PAP | PAP  | Lee Hsien Loong       | ۱۹۵۴      | 82                         | Legislative Assembly: 1955–1965 City Council Elections: 1957–1965 Singapore Parliament: 1965–Present            |
| الگو:SG/WP  | WP   | Pritam Singh          | ۱۹۵۷      | 6 + 3 NCMPs                | Legislative Assembly: 1961–1963 City Council Elections: ۱۹۵۷–۱۹۵۹ Singapore Parliament: 1981–1986; 1991–Present |
| الگو:SG/SDP | SDP  | Chee Soon Juan        | ۱۹۸۰      | 0                          | Singapore Parliament: ۱۹۸۴–۱۹۹۷                                                                                 |
| الگو:SG/NSP | NSP  | Spencer Ng            | ۱۹۸۷      | 0                          | Singapore Parliament: ۲۰۰۱–۲۰۰۶                                                                                 |
| الگو:SG/SPP | SPP  | Steve Chia            | ۱۹۹۴      | 0                          | Singapore Parliament: ۱۹۹۷–۲۰۱۵                                                                                 |
| الگو:SG/SDA | SDA  | Desmond Lim Bak Chuan | ۲۰۰۱      | 0                          | Singapore Parliament: ۲۰۰۱–۲۰۱۱                                                                                 |
| الگو:SG/PSP | PSP  | Tan Cheng Bock        | ۲۰۱۹      | 0                          | Singapore Parliament: 2020–Present                                                                              |
| الگو:SG/RP  | RP   | Kenneth Jeyaretnam    | ۲۰۰۸      | 0                          | — |
| الگو:SG/PPP | PPP  | Goh Meng Seng         | ۲۰۱۵      | 0                          | — |
| الگو:SG/PV  | PV   | Lim Tean              | ۲۰۱۸      | 0                          | — |
| الگو:SG/RDU | RDU  | Ravi Philemon         | ۲۰۲۰      | 0                          | — |